# Сирз, Уильям
Уильям Сирз (англ. William Sears; 28 марта 1911—1992) — американский писатель.

## Биография
Уильям Сирз родился в Дулуте, штат Миннесота, на Пампкин-Роуд, США. Работал на радио и телевидении. Написал более десяти книг. Принял веру бахаи. Был назначен одной из Десниц Дела Божиего.

## Книги
- Как тать ночью
- Бог любит смех ISBN 0-85398-019-5
- Этот Пленник и Короли